# Dikbuiksprinkhaan
De dikbuiksprinkhaan (Polysarcus denticauda) is een rechtvleugelig insect uit de familie sabelsprinkhanen (Tettigoniidae). De wetenschappelijke naam van deze soort is voor het eerst geldig gepubliceerd in 1825 door Charpentier.
1. ↑  (en) Dikbuiksprinkhaan op de IUCN Red List of Threatened Species.